# Parje
Parje je naselje v Občini Pivka.